# Philoros perirrorata
Philoros perirrorata là một loài bướm đêm thuộc phân họ Arctiinae, họ Erebidae.